# Picioru Lupului, Iași
Picioru Lupului este un sat în comuna Ciurea din județul Iași, Moldova, România.

## Etimologie
Denumirea satului vine de la haitele de lupi care atacau stanele.

## Istoric
Picioru Lupului este atestat documentar la sfarsitul secolului al XVIII lea, când se consemnează a fi un sat care se ocupa cu îngrijirea prisacilor manastiresti.